# Филинов, Евгений Сергеевич
Евгений Сергеевич Филинов (род. 14 октября 1973, Норильск, Красноярский край) — советский и российский хоккеист, защитник, тренер.

## Биография
Родился 14 октября 1973 года в Норильске, хоккеем начал заниматься в школе «Заполярник». Всю карьеру игрока провёл в петербургском СКА (1993/94 — 2002/03) и его фарм-клубе (1991/92 — 1998/99). Завершил играть в 29 лет — после вторичного разрыва крестообразных связок главный тренер СКА Борис Михайлов не видел Филинова в составе, а играть в командах уровнем ниже тот не захотел.
Окончил тренерский факультет Университета имени Лесгафта (1994).
В сезоне 2004/05 — главный тренер сборной команды Санкт-Петербурга 1990 г. р. на зимней Спартакиаде учащихся России. До 2011 года работал тренером юношеских команд в СДЮШОР СКА. В сезонах 2011/12 — 2013/14 — тренер в команде МХЛ «СКА-1946» С сезона 2014/15 — тренер в системе «Динамо» СПб. Главный тренер сборной России, завоевавшей бронзовые медали на зимних юношеских Олимпийских играх 2016. Летом 2020 года вошёл в тренерский штаб ХК «Сочи», где провёл три сезона. Назначен ассистентом старшего тренера МХК «Русские Витязи» с июля 2023 года.